# Todd Woodbridge
Todd Andrew Woodbridge (AO) (Sydney, 2 d'abril de 1971) és un extennista australià dels anys 1990 i 2000 que es va destacar en la modalitat de dobles; al costat del seu compatriota Mark Woodforde va formar una de les duples més importants de l'Era Open del tennis, sobrenomenada "The Woodies", i posteriorment també amb Jonas Björkman.
En el seu palmarès destaquen un total de 16 títols de Grand Slam en dobles masculins, entre els quals destaquen 9 títols a Wimbledon, i 6 títols més de Grand Slam en dobles mixts. En ambdós categories va completar el Gran Slam en guanyar tots quatre títols de Grand Slam. Addicionalment va guanyar la medalla d'or olímpica en els Jocs Olímpics d'Atlanta 1996, completant el Golden Slam. Va guanyar un total de 83 títols de dobles masculins en el circuit ATP i fou número 1 del rànquing de dobles durant 205 setmanes entre 1992 i 2001.
Va treballar com analista de tennis per Seven Network, Seven Sport i Nine Network.

## Biografia
Woodbrige va néixer a Sydney però va créixer a Kogarah Bay amb els seus pares Kevin i Barbara. Té dos germans grans anomenats Gregory i Warren. Va estudiar a l'institut Woolooware High School.
Es va casar el 8 d'abril de 1995 amb Natasha Woodbridge a Melbourne, i posteriorment van tenir dos fills anomenats Zara i Beau.
Va esdevenir una de les millors parelles de la història del tennis junt al seu compatriota Mark Woodforde, de fet la millor en quan a títols guanyats (61) en l'Era Open fins l'arribada dels germans Bob i Mike Bryan. Paral·lelament també va tenir bons resultats a nivell individual, fins i tot va arribar a les semifinals de Wimbledon (1997), i un dels set tennistes que va aconseguir guanyar a Pete Sampras en aquest torneig. Amb la retirada de Woodforde l'any 2000, el suec Jonas Björkman va esdevenir el seu company durant quatre anys eixamplant el seu palmarès de títols. En finalitzar la temporada 2004 van finalitzar la seva relació perquè Woodbridge no volia disputar tants torneigs i passar més temps amb la seva família, de manera que va disputar els darrers torneigs amb l'indi Mahesh Bhupathi. Va anunciar la seva retirada en finalitzar el torneig de Wimbledon de 2005, després de 17 anys en el circuit professional i un palmarès de 83 títols de dobles, només superat posteriorment pels germans Bryan.
Després de la seva retirada de la pràctica del tennis va començar a treballar amb a analista i comentarista per Seven Network. També va exercir com a director del torneig de l'Open d'Austràlia per a les proves Legends (grans tennistes retirats) l'any 2009. Aquest mateix any va ser nomenat entrenador de l'equip australià de la Copa Davis.
El 2002, va introduït a la llista Best of the Best de l'Australian Institute of Sport. Al gener 2010 van ser inclosos en el saló de la fama del tennis australià junt al seu company Mark Woodforde per les seves fites aconseguides, i unes estàtues de bronze d'ells es van situar al Melbourne Park. El juliol del mateix any van ser inclosos en l'International Tennis Hall of Fame. També fou condecorat com a membre de l'Orde d'Austràlia.
Va esdevenir ambaixador del grup de consciència pel càncer colorectal "Let's Beat Bowel Cancer". Va participar en la sisena edició de la versió australiana del programa de televisió Dancing with the Stars (2007).

## Torneigs de Grand Slam

### Dobles masculins: 20 (16−4)
| Resultat  | Núm. | Any  | Torneig              | Parella        | Oponents                         | Marcador                    |
| --------- | ---- | ---- | -------------------- | -------------- | -------------------------------- | --------------------------- |
| Guanyador | 1.   | 1992 | Open d'Austràlia     | Mark Woodforde | Kelly Jones Rick Leach           | 6−4, 6−3, 6−4               |
| Guanyador | 2.   | 1993 | Wimbledon            | Mark Woodforde | Grant Connell Patrick Galbraith  | 7−5, 6−3, 7−6(4)            |
| Guanyador | 3.   | 1994 | Wimbledon (2)        | Mark Woodforde | Grant Connell Patrick Galbraith  | 7−6, 6−3, 6−1               |
| Finalista | 1.   | 1994 | US Open              | Mark Woodforde | Jacco Eltingh Paul Haarhuis      | 3−6, 6−7(6)                 |
| Guanyador | 4.   | 1995 | Wimbledon (3)        | Mark Woodforde | Rick Leach Scott Melville        | 7−5, 7−6, 7−6               |
| Guanyador | 5.   | 1995 | US Open              | Mark Woodforde | Alex O'Brien Sandon Stolle       | 6−3, 6−3                    |
| Guanyador | 6.   | 1996 | Wimbledon (4)        | Mark Woodforde | Byron Black Grant Connell        | 4−6, 6−1, 6−3, 6−2          |
| Guanyador | 7.   | 1996 | US Open (2)          | Mark Woodforde | Jacco Eltingh Paul Haarhuis      | 4−6, 7−6, 7−6               |
| Guanyador | 8.   | 1997 | Open d'Austràlia (2) | Mark Woodforde | Sébastien Lareau Alex O'Brien    | 4−6, 7−5, 7−5, 6−3          |
| Finalista | 2.   | 1997 | Roland Garros        | Mark Woodforde | Ievgueni Kàfelnikov Daniel Vacek | 6−7(12), 6−4, 3−6           |
| Guanyador | 9.   | 1997 | Wimbledon (5)        | Mark Woodforde | Jacco Eltingh Paul Haarhuis      | 7−6, 7−6, 5−7, 6−3          |
| Finalista | 3.   | 1998 | Open d'Austràlia     | Mark Woodforde | Jonas Björkman Paul Haarhuis     | 2−6, 7−5, 6−2, 4−6, 3−6     |
| Finalista | 4.   | 1998 | Wimbledon            | Mark Woodforde | Jacco Eltingh Paul Haarhuis      | 6−2, 4−6, 6−7(3), 7−5, 8−10 |
| Guanyador | 10.  | 2000 | Roland Garros        | Mark Woodforde | Paul Haarhuis Sandon Stolle      | 7−6, 6−4                    |
| Guanyador | 11.  | 2000 | Wimbledon (6)        | Mark Woodforde | Paul Haarhuis Sandon Stolle      | 6−3, 6−4, 6−1               |
| Guanyador | 12.  | 2001 | Open d'Austràlia (3) | Jonas Björkman | Byron Black David Prinosil       | 6−1, 5−7, 6−4, 6−4          |
| Guanyador | 13.  | 2002 | Wimbledon (7)        | Jonas Björkman | Mark Knowles Daniel Nestor       | 6−1, 6−2, 6−7(7), 7−5       |
| Guanyador | 14.  | 2003 | Wimbledon (8)        | Jonas Björkman | Mahesh Bhupathi Max Mirnyi       | 3−6, 6−3, 7−6(4), 6−3       |
| Guanyador | 15.  | 2003 | US Open (3)          | Jonas Björkman | Bob Bryan Mike Bryan             | 5−7, 6−0, 7−5               |
| Guanyador | 16.  | 2004 | Wimbledon (9)        | Jonas Björkman | Julian Knowle Nenad Zimonjić     | 6−1, 6−4, 4−6, 6−4          |

### Dobles mixts: 14 (6−8)
| Resultat  | Núm. | Any  | Torneig              | Parella                 | Oponents                                  | Marcador         |
| --------- | ---- | ---- | -------------------- | ----------------------- | ----------------------------------------- | ---------------- |
| Guanyador | 1.   | 1990 | US Open              | Elizabeth Sayers Smylie | Nataixa Zvéreva Jim Pugh                  | 6−4, 6−2         |
| Finalista | 1.   | 1992 | Open d'Austràlia     | Arantxa Sánchez Vicario | Nicole Provis Mark Woodforde              | 3−6, 6−4, 9−11   |
| Guanyador | 2.   | 1992 | Roland Garros        | Arantxa Sánchez Vicario | Lori McNeil Bryan Shelton                 | 6−2, 6−3         |
| Guanyador | 3.   | 1993 | Open d'Austràlia     | Arantxa Sánchez Vicario | Zina Garrison Rick Leach                  | 7−5, 6−4         |
| Guanyador | 4.   | 1993 | US Open (2)          | Helena Suková           | Martina Navrátilová Mark Woodforde        | 6−3, 7−6         |
| Finalista | 2.   | 1994 | Open d'Austràlia (2) | Helena Suková           | Larisa Savchenko Neiland Andrei Olhovskiy | 5−7, 7−6(7), 2−6 |
| Guanyador | 5.   | 1994 | Wimbledon            | Helena Suková           | Lori McNeil T.J. Middleton                | 3−6, 7−5, 6−3    |
| Finalista | 3.   | 1994 | US Open              | Jana Novotná            | Elna Reinach Patrick Galbraith            | 2−6, 4−6         |
| Finalista | 4.   | 2000 | Open d'Austràlia (3) | Arantxa Sánchez Vicario | Rennae Stubbs Jared Palmer                | 5−7, 6−7(3)      |
| Finalista | 5.   | 2000 | Roland Garros        | Rennae Stubbs           | Mariaan de Swardt David Adams             | 3−6, 6−3, 3−6    |
| Guanyador | 6.   | 2001 | US Open (3)          | Rennae Stubbs           | Lisa Raymond Leander Paes                 | 6−4, 5−7, 7−6    |
| Finalista | 6.   | 2003 | Open d'Austràlia (4) | Eleni Daniïlidu         | Martina Navrátilová Leander Paes          | 4−6, 5−7         |
| Finalista | 7.   | 2004 | Wimbledon            | Alicia Molik            | Cara Black Wayne Black                    | 6−3, 6−7, 4−6    |
| Finalista | 8.   | 2004 | US Open (2)          | Alicia Molik            | Vera Zvonariova Bob Bryan                 | 3−6, 4−6         |

## Jocs Olímpics

### Dobles masculins
| Any  | Campionat                            | Parella        | Oponents                       | Resultat      |
| ---- | ------------------------------------ | -------------- | ------------------------------ | ------------- |
| 1996 | Jocs Olímpics, Atlanta, Estats Units | Mark Woodforde | Neil Broad Tim Henman          | 6−4, 6−4, 6−2 |
| 2000 | Jocs Olímpics, Sydney, Austràlia     | Mark Woodforde | Sébastien Lareau Daniel Nestor | 2−6, 6−4, 6−3 |

## Palmarès

### Individual: 9 (2−7)
| Llegenda (pre/post 2009)                                 |
| -------------------------------------------------------- |
| Grand Slams (0−0)                                        |
| Tennis Masters Cup / ATP Finals (0−0)                    |
| ATP Masters Series / ATP World Tour Masters 1000 (0−1)   |
| ATP International Series Gold / ATP World Tour 500 (0−2) |
| ATP International Series / ATP World Tour 250 (2−4)      |

| Títols per superfície |
| --------------------- |
| Dura (1−5)            |
| Gespa (0−2)           |
| Terra batuda (1−0)    |

| Resultat  | Núm. | Data                 | Torneig                     | Superfície   | Oponent          | Marcador         |
| --------- | ---- | -------------------- | --------------------------- | ------------ | ---------------- | ---------------- |
| Finalista | 1.   | 20 d'agost de 1990   | New Haven, Estats Units     | Dura         | Derrick Rostagno | 3−6, 3−6         |
| Finalista | 2.   | 27 d'abril de 1992   | Seül, Corea del Sud         | Dura         | Shuzo Matsuoka   | 3−6, 6−4, 5−7    |
| Finalista | 3.   | 26 d'abril de 1993   | Seül (2)                    | Dura         | Chuck Adams      | 4−6, 4−6         |
| Finalista | 4.   | 11 de juliol de 1994 | Newport, Estats Units       | Gespa        | David Wheaton    | 4−6, 6−3, 6−7(5) |
| Guanyador | 1.   | 22 de maig de 1995   | Coral Springs, Estats Units | Terra batuda | Greg Rusedski    | 6−4, 6−2         |
| Finalista | 5.   | 26 de juny de 1995   | Nottingham, Regne Unit      | Gespa        | Javier Frana     | 6−7(4), 3−6      |
| Finalista | 6.   | 26 d'agost de 1996   | Toronto, Canadà             | Dura         | Wayne Ferreira   | 2−6, 4−6         |
| Guanyador | 2.   | 6 de gener de 1997   | Adelaida, Austràlia         | Dura         | Scott Draper     | 6−2, 6−1         |
| Finalista | 7.   | 24 de febrer de 1997 | Memphis, Estats Units       | Dura (i)     | Michael Chang    | 3−6, 4−6         |

### Dobles masculins: 114 (83−31)
| Llegenda (pre/post 2009)                                  |
| --------------------------------------------------------- |
| Grand Slams (16−4)                                        |
| Jocs Olímpics Or (1)                                      |
| Jocs Olímpics Argent (1)                                  |
| Tennis Masters Cup / ATP Finals (2−2)                     |
| ATP Masters Series / ATP World Tour Masters 1000 (18−8)   |
| ATP International Series Gold / ATP World Tour 500 (11−2) |
| ATP International Series / ATP World Tour 250 (35−14)     |

| Títols per superfície |
| --------------------- |
| Dura (42−19)          |
| Gespa (15−4)          |
| Terra batuda (13−5)   |
| Moqueta (13−3)        |

| Resultat  | Núm. | Data                   | Torneig                                      | Superfície   | Parella           | Oponents                            | Marcador                   |
| --------- | ---- | ---------------------- | -------------------------------------------- | ------------ | ----------------- | ----------------------------------- | -------------------------- |
| Finalista | 1.   | 18 d'abril de 1988     | Madrid, Espanya                              | Terra batuda | Jason Stoltenberg | Sergio Casal Emilio Sánchez         | 7−6, 6−7, 3−6              |
| Guanyador | 1.   | 12 de març de 1990     | Casablanca, Marroc                           | Terra batuda | Simon Youl        | Paul Haarhuis Mark Koevermans       | 6−3, 6−1                   |
| Finalista | 2.   | 23 d'abril de 1990     | Seül, Corea del Sud                          | Dura         | Jason Stoltenberg | Grant Connell Glenn Michibata       | 6−7, 4−6                   |
| Finalista | 3.   | 7 de maig de 1990      | Singapur, Singapur                           | Dura         | Brad Drewett      | Mark Kratzmann Jason Stoltenberg    | 1−6, 0−6                   |
| Guanyador | 2.   | 1 d'octubre de 1990    | Brisbane, Austràlia                          | Dura         | Jason Stoltenberg | Brian Garrow Mark Woodforde         | 2−6, 6−4, 6−4              |
| Guanyador | 3.   | 18 de febrer de 1991   | Brussel·les, Bèlgica                         | Moqueta      | Mark Woodforde    | Libor Pimek Michiel Schapers        | 6−3, 6−0                   |
| Guanyador | 4.   | 11 de març de 1991     | Copenhaguen, Dinamarca                       | Moqueta      | Mark Woodforde    | Mansour Bahrami Andrei Olhovskiy    | 6−3, 6−1                   |
| Guanyador | 5.   | 15 d'abril de 1991     | Tòquio, Japó                                 | Dura         | Stefan Edberg     | John Fitzgerald Anders Järryd       | 6−4, 5−7, 6−4              |
| Guanyador | 6.   | 17 de juny de 1991     | Londres, Regne Unit                          | Gespa        | Mark Woodforde    | Grant Connell Glenn Michibata       | 6−4, 7−6                   |
| Guanyador | 7.   | 26 d'agost de 1991     | Schenectady, Estats Units                    | Dura         | Javier Sánchez    | Andrés Gómez Emilio Sánchez         | 3−6, 7−6, 7−6              |
| Guanyador | 8.   | 30 de setembre de 1991 | Brisbane (2)                                 | Dura         | Mark Woodforde    | John Fitzgerald Glenn Michibata     | 7−6, 6−3                   |
| Guanyador | 9.   | 27 de gener de 1992    | Open d'Austràlia, Austràlia                  | Dura         | Mark Woodforde    | Kelly Jones Rick Leach              | 6−4, 6−3, 6−4              |
| Guanyador | 10.  | 17 de febrer de 1992   | Memphis, Estats Units                        | Dura (i)     | Mark Woodforde    | Kevin Curren Gary Muller            | 7−5, 4−6, 7−6              |
| Guanyador | 11.  | 24 de febrer de 1992   | Filadèlfia, Estats Units                     | Moqueta      | Mark Woodforde    | Jim Grabb Richey Reneberg           | 6−4, 7−6                   |
| Guanyador | 12.  | 6 d'abril de 1992      | Singapur                                     | Dura         | Mark Woodforde    | Grant Connell Glenn Michibata       | 6−7, 6−2, 6−4              |
| Guanyador | 13.  | 17 d'agost de 1992     | Cincinnati, Estats Units                     | Dura         | Mark Woodforde    | Patrick McEnroe Jonathan Stark      | 6−3, 1−6, 6−3              |
| Guanyador | 19.  | 19 d'octubre de 1992   | Tòquio, Japó                                 | Moqueta      | Mark Woodforde    | Jim Grabb Richey Reneberg           | 7−6, 6−4                   |
| Guanyador | 15.  | 2 de novembre de 1992  | Estocolm, Suècia                             | Moqueta      | Mark Woodforde    | Steve DeVries David Macpherson      | 6−3, 6−4                   |
| Guanyador | 16.  | 29 de novembre de 1992 | Tennis Masters Cup, Johannesburg, Sud-àfrica | Dura         | Mark Woodforde    | John Fitzgerald Anders Järryd       | 6−2, 7−6(4), 5−7, 3−6, 6−3 |
| Guanyador | 17.  | 11 de gener de 1994    | Adelaida, Austràlia                          | Dura         | Mark Woodforde    | John Fitzgerald Laurie Warder       | 6−4, 7−5                   |
| Guanyador | 18.  | 15 de febrer de 1993   | Memphis (2)                                  | Dura (i)     | Mark Woodforde    | Jacco Eltingh Paul Haarhuis         | 7−5, 6−2                   |
| Guanyador | 19.  | 19 d'abril de 1993     | Hong Kong, Hong Kong                         | Dura         | David Wheaton     | Sandon Stolle Jason Stoltenberg     | 7−5, 6−2                   |
| Guanyador | 20.  | 14 de juny de 1993     | Londres (2)                                  | Gespa        | Mark Woodforde    | Neil Broad Gary Muller              | 6−7, 6−3, 6−4              |
| Guanyador | 21.  | 5 de juliol de 1993    | Wimbledon, Regne Unit                        | Gespa        | Mark Woodforde    | Grant Connell Patrick Galbraith     | 7−5, 6−3, 7−6(4)           |
| Guanyador | 22.  | 1 de novembre de 1993  | Estocolm (2)                                 | Moqueta      | Mark Woodforde    | Gary Muller Danie Visser            | 6−1, 3−6, 6−2              |
| Finalista | 4.   | 28 de novembre de 1993 | Tennis Masters Cup, Johannesburg             | Dura (i)     | Mark Woodforde    | Jacco Eltingh Paul Haarhuis         | 6−7, 6−7, 4−6              |
| Guanyador | 23.  | 7 de febrer de 1994    | Dubai, Emirats Àrabs Units                   | Dura         | Mark Woodforde    | Darren Cahill John Fitzgerald       | 6−7, 6−4, 6−2              |
| Guanyador | 24.  | 9 de maig de 1994      | Pinehurst, Estats Units                      | Terra batuda | Mark Woodforde    | Jared Palmer Richey Reneberg        | 6−2, 3−6, 6−3              |
| Finalista | 5.   | 13 de juny de 1994     | Londres                                      | Gespa        | Mark Woodforde    | Jan Apell Jonas Björkman            | 6−3, 6−7, 4−6              |
| Guanyador | 25.  | 4 de juliol de 1994    | Wimbledon (2)                                | Gespa        | Mark Woodforde    | Grant Connell Patrick Galbraith     | 7−6, 6−3, 6−1              |
| Guanyador | 26.  | 22 d'agost de 1994     | Indianapolis, Estats Units                   | Dura         | Mark Woodforde    | Jim Grabb Richey Reneberg           | 6−3, 6−4                   |
| Finalista | 6.   | 12 de setembre de 1994 | US Open, Estats Units                        | Dura         | Mark Woodforde    | Jacco Eltingh Paul Haarhuis         | 3−6, 6−7                   |
| Guanyador | 27.  | 31 d'octubre de 1994   | Estocolm (3)                                 | Moqueta      | Mark Woodforde    | Jan Apell Jonas Björkman            | 6−3, 6−4                   |
| Finalista | 7.   | 28 de novembre de 1994 | Tennis Masters Cup, Jakarta, Indonèsia (2)   | Dura (i)     | Mark Woodforde    | Jan Apell Jonas Björkman            | 4−6, 6−4, 6−4, 6−7, 6−7    |
| Guanyador | 28.  | 16 de gener de 1995    | Sydney, Austràlia                            | Dura         | Mark Woodforde    | Trevor Kronemann David Macpherson   | 7−6, 6−4                   |
| Guanyador | 29.  | 27 de març de 1995     | Miami, Estats Units                          | Dura         | Mark Woodforde    | Jim Grabb Patrick McEnroe           | 6−3, 7−6                   |
| Guanyador | 30.  | 15 de maig de 1995     | Pinehurst (2)                                | Terra batuda | Mark Woodforde    | Alex O'Brien Sandon Stolle          | 6−2, 6−4                   |
| Guanyador | 31.  | 22 de maig de 1995     | Coral Springs, Estats Units                  | Terra batuda | Mark Woodforde    | Sergio Casal Emilio Sánchez         | 6−3, 6−1                   |
| Guanyador | 32.  | 10 de juliol de 1995   | Wimbledon (3)                                | Gespa        | Mark Woodforde    | Rick Leach Scott Melville           | 7−5, 7−6, 7−6              |
| Guanyador | 33.  | 14 d'agost de 1995     | Cincinnati (2)                               | Dura         | Mark Woodforde    | Mark Knowles Daniel Nestor          | 6−2, 3−0, retirada         |
| Guanyador | 34.  | 11 de setembre de 1995 | US Open                                      | Dura         | Mark Woodforde    | Alex O'Brien Sandon Stolle          | 6−3, 6−3                   |
| Finalista | 8.   | 23 d'octubre de 1995   | Viena, Àustria                               | Moqueta      | Mark Woodforde    | Ellis Ferreira Jan Siemerink        | 4−6, 5−7                   |
| Guanyador | 35.  | 8 de gener de 1996     | Adelaida (2)                                 | Dura         | Mark Woodforde    | Jonas Björkman Tommy Ho             | 7−5, 7−6                   |
| Finalista | 9.   | 28 de febrer de 1996   | Memphis                                      | Dura (i)     | Mark Woodforde    | Mark Knowles Daniel Nestor          | 4−6, 5−7                   |
| Guanyador | 36.  | 4 de març de 1996      | Filadèlfia (2)                               | Moqueta      | Mark Woodforde    | Byron Black Grant Connell           | 7−6, 6−2                   |
| Guanyador | 37.  | 18 de març de 1996     | Indian Wells, Estats Units                   | Dura         | Mark Woodforde    | Brian MacPhie Michael Tebbutt       | 1−6, 6−2, 6−2              |
| Guanyador | 38.  | 1 d'abril de 1996      | Miami (2)                                    | Dura         | Mark Woodforde    | Ellis Ferreira Patrick Galbraith    | 6−1, 6−3                   |
| Guanyador | 39.  | 22 d'abril de 1996     | Tòquio (2)                                   | Dura         | Mark Woodforde    | Mark Knowles Rick Leach             | 6−2, 6−3                   |
| Guanyador | 40.  | 20 de maig de 1996     | Coral Springs (2)                            | Terra batuda | Mark Woodforde    | Ivan Baron Brett Hansen-Dent        | 6−3, 6−3                   |
| Guanyador | 41.  | 17 de juny de 1996     | Londres (3)                                  | Gespa        | Mark Woodforde    | Sébastien Lareau Alex O'Brien       | 6−3, 7−6                   |
| Guanyador | 42.  | 8 de juliol de 1996    | Wimbledon (4)                                | Gespa        | Mark Woodforde    | Byron Black Grant Connell           | 4−6, 6−1, 6−3, 6−2         |
| Guanyador | 43.  | 29 de juliol de 1996   | Jocs Olímpics, Atlanta, Estats Units         | Dura         | Mark Woodforde    | Neil Broad Tim Henman               | 6−4, 6−4, 6−2              |
| Guanyador | 44.  | 9 de setembre de 1996  | US Open (2)                                  | Dura         | Mark Woodforde    | Jacco Eltingh Paul Haarhuis         | 4−6, 7−6, 7−6              |
| Guanyador | 45.  | 7 d'octubre de 1996    | Singapur (2)                                 | Moqueta      | Mark Woodforde    | Martin Damm Andrei Olhovskiy        | 7−6, 7−6                   |
| Guanyador | 46.  | 17 de novembre de 1996 | Tennis Masters Cup, Hartford, Estats Units   | Moqueta      | Mark Woodforde    | Sébastien Lareau Alex O'Brien       | 6−4, 5−7, 6−2, 7−6         |
| Finalista | 10.  | 6 de gener de 1997     | Adelaida                                     | Dura         | Mark Woodforde    | Patrick Rafter Bryan Shelton        | 4−6, 6−1, 3−6              |
| Guanyador | 47.  | 27 de gener de 1997    | Open d'Austràlia (2)                         | Dura         | Mark Woodforde    | Sébastien Lareau Alex O'Brien       | 4−6, 7−5, 7−5, 6−3         |
| Guanyador | 48.  | 31 de març de 1997     | Miami (3)                                    | Dura         | Mark Woodforde    | Mark Knowles Daniel Nestor          | 7−6, 7−6                   |
| Finalista | 11.  | 9 de juny de 1997      | Roland Garros, França                        | Terra batuda | Mark Woodforde    | Ievgueni Kàfelnikov Daniel Vacek    | 6−7, 6−4, 3−6              |
| Guanyador | 49.  | 7 de juliol de 1997    | Wimbledon (5)                                | Gespa        | Mark Woodforde    | Jacco Eltingh Paul Haarhuis         | 7−6, 7−6, 5−7, 6−3         |
| Guanyador | 50.  | 11 d'agost de 1997     | Cincinnati (3)                               | Dura         | Mark Woodforde    | Mark Philippoussis Patrick Rafter   | 7−6, 4−6, 6−4              |
| Guanyador | 51.  | 27 d'octubre de 1997   | Stuttgart, Alemanya (4)                      | Moqueta      | Mark Woodforde    | Rick Leach Jonathan Stark           | 6−3, 6−3                   |
| Guanyador | 52.  | 19 de gener de 1998    | Sydney (2)                                   | Dura         | Mark Woodforde    | Jacco Eltingh Daniel Nestor         | 6−3, 7−5                   |
| Finalista | 12.  | 2 de febrer de 1998    | Open d'Austràlia                             | Dura         | Mark Woodforde    | Jonas Björkman Jacco Eltingh        | 2−6, 7−5, 6−2, 4−6, 3−6    |
| Guanyador | 53.  | 16 de febrer de 1998   | San José, Estats Units                       | Dura (i)     | Mark Woodforde    | Nelson Aerts André Sá               | 6−1, 7−5                   |
| Guanyador | 54.  | 23 de febrer de 1998   | Memphis (3)                                  | Dura (i)     | Mark Woodforde    | Ellis Ferreira David Roditi         | 6−3, 6−4                   |
| Finalista | 13.  | 27 d'abril de 1998     | Montecarlo, Mònaco                           | Terra batuda | Mark Woodforde    | Jacco Eltingh Paul Haarhuis         | 4−6, 2−6                   |
| Guanyador | 55.  | 4 de maig de 1998      | Múnic, Alemanya                              | Terra batuda | Mark Woodforde    | Joshua Eagle Andrew Florent         | 6−0, 6−3                   |
|           | −    | 8 de juny de 1998      | Londres                                      | Gespa        | Mark Woodforde    | Jonas Björkman Patrick Rafter       | Final suspesa              |
| Finalista | 14.  | 6 de juliol de 1998    | Wimbledon                                    | Gespa        | Mark Woodforde    | Jacco Eltingh Paul Haarhuis         | 6−2, 4−6, 6−7, 7−5, 8−10   |
| Finalista | 15.  | 12 d'octubre de 1998   | Xangai, Xina                                 | Moqueta      | Mark Woodforde    | Mahesh Bhupathi Leander Paes        | 4−6, 7−6, 6−7              |
| Guanyador | 56.  | 19 d'octubre de 1998   | Singapur (3)                                 | Moqueta      | Mark Woodforde    | Mahesh Bhupathi Leander Paes        | 6−2, 6−3                   |
| Guanyador | 57.  | 15 de febrer de 1999   | San José (2)                                 | Dura (i)     | Mark Woodforde    | Aleksandar Kitinov Nenad Zimonjić   | 7−5, 6−7, 6−4              |
| Guanyador | 58.  | 22 de febrer de 1999   | Memphis (4)                                  | Dura (i)     | Mark Woodforde    | Sébastien Lareau Alex O'Brien       | 6−3, 6−4                   |
| Guanyador | 59.  | 26 d'abril de 1999     | Orlando, Estats Units (3)                    | Terra batuda | Jim Courier       | Bob Bryan Mike Bryan                | 7−6, 6−4                   |
| Finalista | 16.  | 3 de maig de 1999      | Atlanta, Estats Units                        | Terra batuda | Mark Woodforde    | Patrick Galbraith Justin Gimelstob  | 7−5, 6−7, 3−6              |
| Finalista | 17.  | 14 de juny de 1999     | Londres (2)                                  | Gespa        | Mark Woodforde    | Sébastien Lareau Alex O'Brien       | 3−6, 6−7                   |
| Finalista | 18.  | 16 d'agost de 1999     | Cincinnati                                   | Dura         | Mark Woodforde    | Byron Black Jonas Björkman          | 3−6, 6−7                   |
| Finalista | 19.  | 11 d'octubre de 1999   | Xangai (2)                                   | Dura         | Mark Woodforde    | Sébastien Lareau Daniel Nestor      | 5−7, 3−6                   |
| Finalista | 20.  | 18 d'octubre de 1999   | Singapur (2)                                 | Moqueta      | Mark Woodforde    | Max Mirnyi Eric Taino               | 3−6, 4−6                   |
| Guanyador | 60.  | 10 de gener de 2000    | Adelaida (3)                                 | Dura         | Mark Woodforde    | Lleyton Hewitt Sandon Stolle        | 6−4, 6−2                   |
| Guanyador | 61.  | 17 de gener de 2000    | Sydney (3)                                   | Dura         | Mark Woodforde    | Lleyton Hewitt Sandon Stolle        | 7−5, 6−4                   |
| Guanyador | 62.  | 3 d'abril de 2000      | Miami (4)                                    | Dura         | Mark Woodforde    | Martin Damm Dominik Hrbatý          | 6−3, 6−4                   |
| Guanyador | 63.  | 22 de maig de 2000     | Hamburg, Alemanya                            | Terra batuda | Mark Woodforde    | Wayne Arthurs Sandon Stolle         | 6−7, 6−4, 6−3              |
| Guanyador | 64.  | 12 de juny de 2000     | Roland Garros                                | Terra batuda | Mark Woodforde    | Paul Haarhuis Sandon Stolle         | 7−6, 6−4                   |
| Guanyador | 65.  | 19 de juny de 2000     | Londres (4)                                  | Gespa        | Mark Woodforde    | Jonathan Stark Eric Taino           | 6−7, 6−3, 7−6              |
| Guanyador | 66.  | 10 de juliol de 2000   | Wimbledon (6)                                | Gespa        | Mark Woodforde    | Paul Haarhuis Sandon Stolle         | 6−3, 6−4, 6−1              |
| Guanyador | 67.  | 14 d'agost de 2000     | Cincinnati (4)                               | Dura         | Mark Woodforde    | Ellis Ferreira Rick Leach           | 7−6, 6−4                   |
| Finalista | 21.  | 2 d'octubre de 2000    | Jocs Olímpics, Sydney, Austràlia             | Dura         | Mark Woodforde    | Sébastien Lareau Daniel Nestor      | 7−5, 3−6, 4−6, 6−7         |
| Finalista | 22.  | 8 de gener de 2001     | Adelaida (2)                                 | Dura         | Wayne Arthurs     | David Macpherson Grant Stafford     | 7−6, 4−6, 4−6              |
| Finalista | 23.  | 15 de gener de 2001    | Sydney                                       | Dura         | Jonas Björkman    | Daniel Nestor Sandon Stolle         | 6−2, 6−7, 6−7              |
| Guanyador | 68.  | 29 de gener de 2001    | Open d'Austràlia (3)                         | Dura         | Jonas Björkman    | Byron Black David Prinosil          | 6−1, 5−7, 6−4, 6−4         |
| Finalista | 24.  | 19 de març de 2001     | Indian Wells (2)                             | Dura         | Jonas Björkman    | Wayne Ferreira Ievgueni Kàfelnikov  | 2−6, 5−7                   |
| Finalista | 25.  | 2 d'abril de 2001      | Miami                                        | Dura         | Jonas Björkman    | Jiří Novák David Rikl               | 5−7, 6−7                   |
| Guanyador | 69.  | 23 d'abril de 2001     | Montecarlo                                   | Terra batuda | Jonas Björkman    | Joshua Eagle Andrew Florent         | 3−6, 6−4, 6−2              |
| Guanyador | 70.  | 21 de maig de 2001     | Hamburg (2)                                  | Terra batuda | Jonas Björkman    | Daniel Nestor Sandon Stolle         | 7−6, 3−6, 6−3              |
| Finalista | 26.  | 29 d'octubre de 2001   | Estocolm                                     | Dura (i)     | Jonas Björkman    | Donald Johnson Jared Palmer         | 3−6, 6−4, 3−6              |
| Guanyador | 71.  | 14 de gener de 2002    | Auckland, Nova Zelanda                       | Dura         | Jonas Björkman    | Martín García Cyril Suk             | 7−6, 7−6                   |
| Guanyador | 72.  | 22 d'abril de 2002     | Montecarlo (2)                               | Terra batuda | Jonas Björkman    | Paul Haarhuis Ievgueni Kàfelnikov   | 6−3, 3−6, [10−7]           |
| Finalista | 27.  | 20 de maig de 2002     | Hamburg                                      | Terra batuda | Jonas Björkman    | Mahesh Bhupathi Jan-Michael Gambill | 2−6, 4−6                   |
| Finalista | 28.  | 17 de juny de 2002     | Halle, Alemanya                              | Gespa        | Jonas Björkman    | David Prinosil David Rikl           | 6−4, 6−7, 5−7              |
| Guanyador | 73.  | 8 de juliol de 2002    | Wimbledon (7)                                | Gespa        | Jonas Björkman    | Mark Knowles Daniel Nestor          | 6−1, 6−2, 6−7, 7−5         |
| Guanyador | 74.  | 15 de juliol de 2002   | Båstad, Suècia                               | Terra batuda | Jonas Björkman    | Paul Hanley Michael Hill            | 7−6, 6−4                   |
| Guanyador | 75.  | 16 de juny de 2003     | Halle                                        | Gespa        | Jonas Björkman    | Martin Damm Cyril Suk               | 6−3, 6−4                   |
| Guanyador | 76.  | 7 de juliol de 2003    | Wimbledon (8)                                | Gespa        | Jonas Björkman    | Mahesh Bhupathi Max Mirnyi          | 3−6, 6−3, 7−6, 6−3         |
| Finalista | 29.  | 11 d'agost de 2003     | Mont-real, Canadà                            | Dura         | Jonas Björkman    | Mahesh Bhupathi Max Mirnyi          | 3−6, 6−7                   |
| Guanyador | 77.  | 8 de setembre de 2003  | US Open (3)                                  | Dura         | Jonas Björkman    | Bob Bryan Mike Bryan                | 5−7, 6−0, 7−5              |
| Guanyador | 78.  | 27 d'octubre de 2003   | Estocolm                                     | Dura (i)     | Jonas Björkman    | Wayne Arthurs Paul Hanley           | 6−3, 6−4                   |
| Guanyador | 79.  | 19 de gener de 2004    | Sydney (4)                                   | Dura         | Jonas Björkman    | Bob Bryan Mike Bryan                | 7−6, 7−5                   |
| Finalista | 30.  | 5 d'abril de 2004      | Miami (2)                                    | Dura         | Jonas Björkman    | Wayne Black Kevin Ullyett           | 2−6, 6−7                   |
| Guanyador | 80.  | 21 de juny de 2004     | Nottingham, Regne Unit                       | Gespa        | Paul Hanley       | Rick Leach Brian MacPhie            | 6−4, 6−3                   |
| Guanyador | 81.  | 5 de juliol de 2004    | Wimbledon (9)                                | Gespa        | Jonas Björkman    | Julian Knowle Nenad Zimonjić        | 6−1, 6−4, 4−6, 6−4         |
| Finalista | 31.  | 9 d'agost de 2004      | Cincinnati (2)                               | Dura         | Jonas Björkman    | Mark Knowles Daniel Nestor          | 2−6, 6−3, 3−6              |
| Guanyador | 82.  | 8 de novembre de 2004  | París, França                                | Moqueta      | Jonas Björkman    | Wayne Black Kevin Ullyett           | 6−3, 6−4                   |
| Guanyador | 83.  | 17 de gener de 2005    | Sydney (5)                                   | Dura         | Mahesh Bhupathi   | Arnaud Clément Michaël Llodra       | 6−3, 6−3                   |

#### Períodes com a número 1
| Núm. | Precedit per                | Dates                    | Succeït per                 | Setmanes | Acumulat |
| ---- | --------------------------- | ------------------------ | --------------------------- | -------- | -------- |
| 1.   | Anders Järryd               | 06/07/1992 − 19/07/1992  | Anders Järryd               | 2        | 2        |
| 2.   | Anders Järryd               | 17/08/1992 − 13/09/1992  | Jim Grabb                   | 4        | 6        |
| 3.   | Jim Grabb                   | 02/11/1992 − 15/11/1992  | Mark Woodforde              | 2        | 8        |
| 4.   | Richey Reneberg             | 14/06/1993 − 17/10/1993  | Patrick Galbraith           | 18       | 26       |
| 5.   | Patrick Galbraith           | 08/11/1993 − 14/11/1993  | Grant Connell               | 1        | 27       |
| 6.   | Jacco Eltingh Paul Haarhuis | 11/09/1995 − 29/10/1995  | Jacco Eltingh Paul Haarhuis | 7        | 34       |
| 7.   | Jacco Eltingh Paul Haarhuis | 06/11/1995 − 29/03/1998A | Jacco Eltingh               | 125      | 159      |
| 8.   | Alex O'Brien                | 12/06/2000 − 29/10/2000  | Mark Woodforde              | 20       | 179      |
| 9.   | Mark Woodforde              | 08/01/2001 − 08/07/2001  | Jonas Björkman              | 26       | 205      |

### Dobles mixts: 14 (6−8)
| Resultat  | Núm. | Data                | Torneig                     | Superfície   | Parella                 | Oponents                                  | Marcador         |
| --------- | ---- | ------------------- | --------------------------- | ------------ | ----------------------- | ----------------------------------------- | ---------------- |
| Guanyador | 1.   | 27 d'agost de 1990  | US Open, Estats Units       | Dura         | Elizabeth Sayers Smylie | Nataixa Zvéreva Jim Pugh                  | 6−4, 6−2         |
| Finalista | 1.   | 13 de gener de 1992 | Open d'Austràlia, Austràlia | Dura         | Arantxa Sánchez Vicario | Nicole Provis Mark Woodforde              | 3−6, 6−4, 9−11   |
| Guanyador | 2.   | 25 de maig de 1992  | Roland Garros, França       | Terra batuda | Arantxa Sánchez Vicario | Lori McNeil Bryan Shelton                 | 6−2, 6−3         |
| Guanyador | 3.   | 18 de gener de 1993 | Open d'Austràlia            | Dura         | Arantxa Sánchez Vicario | Zina Garrison Rick Leach                  | 7−5, 6−4         |
| Guanyador | 4.   | 30 d'agost de 1993  | US Open (2)                 | Dura         | Helena Suková           | Martina Navrátilová Mark Woodforde        | 6−3, 7−6         |
| Finalista | 2.   | 17 de gener de 1994 | Open d'Austràlia (2)        | Dura         | Helena Suková           | Larisa Savchenko Neiland Andrei Olhovskiy | 5−7, 7−6(7), 2−6 |
| Guanyador | 5.   | 20 de juny de 1994  | Wimbledon, Regne Unit       | Gespa        | Helena Suková           | Lori McNeil T.J. Middleton                | 3−6, 7−5, 6−3    |
| Finalista | 3.   | 29 d'agost de 1994  | US Open                     | Dura         | Jana Novotná            | Elna Reinach Patrick Galbraith            | 2−6, 4−6         |
| Finalista | 4.   | 17 de gener de 2000 | Open d'Austràlia (3)        | Dura         | Arantxa Sánchez Vicario | Rennae Stubbs Jared Palmer                | 5−7, 6−7(3)      |
| Finalista | 5.   | 29 de maig de 2000  | Roland Garros               | Terra batuda | Rennae Stubbs           | Mariaan de Swardt David Adams             | 3−6, 6−3, 3−6    |
| Guanyador | 6.   | 28 d'agost de 2001  | US Open (3)                 | Dura         | Rennae Stubbs           | Lisa Raymond Leander Paes                 | 6−4, 5−7, 7−6    |
| Finalista | 6.   | 13 de gener de 2003 | Open d'Austràlia (4)        | Dura         | Eleni Daniïlidu         | Martina Navrátilová Leander Paes          | 4−6, 5−7         |
| Finalista | 7.   | 21 de juny de 2004  | Wimbledon                   | Gespa        | Alicia Molik            | Cara Black Wayne Black                    | 6−3, 6−7, 4−6    |
| Finalista | 8.   | 30 d'agost de 2004  | US Open (2)                 | Dura         | Alicia Molik            | Vera Zvonariova Bob Bryan                 | 3−6, 4−6         |

### Equips: 3 (2−1)
| Resultat  | Núm. | Data                      | Torneig                          | Superfície       | Equip                                             | Oponents                                                           | Marcador |
| --------- | ---- | ------------------------- | -------------------------------- | ---------------- | ------------------------------------------------- | ------------------------------------------------------------------ | -------- |
| Finalista | 1.   | 3−5 de desembre de 1993   | Copa Davis, Düsseldorf, Alemanya | Terra batuda (i) | Richard Fromberg Jason Stoltenberg Mark Woodforde | Marc-Kevin Goellner Patrick Kuhnen Carl-Uwe Steeb Michael Stich    | 4−1      |
| Guanyador | 1.   | 3−5 de desembre de 1999   | Copa Davis, Niça, França         | Terra batuda (i) | Lleyton Hewitt Mark Philippoussis Mark Woodforde  | Olivier Delaitre Sebastien Grosjean Cedric Pioline Fabrice Santoro | 3−2      |
| Guanyador | 2.   | 28−30 de novembre de 2003 | Copa Davis, Melbourne, Austràlia | Gespa            | Wayne Arthurs Lleyton Hewitt Mark Philippoussis   | Àlex Corretja Juan Carlos Ferrero Feliciano López Carles Moyà      | 3−1      |

## Trajectòria

### Individual
| Open d'Austràlia | 2R  | 2R  | 3R | 4R | 1R | 3R  | 2R | 1R | 3R | 3R | 4R | 1R  | 2R  | 1R  | 0 / 14 | 18 − 14 |
| Roland Garros | 1R  | A   | 2R | 2R | 3R | 2R  | A  | 2R | 3R | 2R | 3R | 1R  | A   | A   | 0 / 10 | 11 − 10 |
| Wimbledon | 1R  | 2R  | 1R | 3R | 2R | 2R  | A  | 3R | 2R | SF | 3R | 2R  | 2R  | 2R  | 0 / 13 | 18 − 13 |
| US Open | A   | A   | 1R | 3R | 2R | 2R  | 3R | 3R | 1R | 2R | 1R | A   | A   | A   | 0 / 9  | 9 − 9   |
| Rànquing a final d'any | 213 | 131 | 50 | 77 | 54 | 109 | 90 | 33 | 36 | 26 | 65 | 197 | 187 | 207 |        |         |
| Llegenda: G: Guanyador; F: Finalista; SF: Semifinalista; QF: Quarts de final; Q: Qualificació; A: Absent; RR: Round Robin; |     |     |    |    |    |     |    |    |    |    |    |     |     |     |        |         |

### Dobles masculins
| Open d'Austràlia | 1R | 1R          | 3R          | SF          | G  | 1R          | QF          | 3R          | 1R | G           | F           | SF          | SF | G           | 2R          | QF          | SF | QF | 3 / 18 | 53 − 14 |
| Roland Garros | 3R | A           | QF          | 3R          | 3R | SF          | QF          | 1R          | SF | F           | 3R          | 1R          | G  | QF          | QF          | 2R          | 3R | 1R | 1 / 17 | 42 − 16 |
| Wimbledon | 1R | Q           | QF          | QF          | SF | G           | G           | G           | G  | G           | F           | QF          | G  | 3R          | G           | G           | G  | 2R | 9 / 17 | 73 − 8  |
| US Open | 1R | 1R          | 2R          | SF          | SF | 3R          | F           | G           | G  | 1R          | 3R          | QF          | 2R | 3R          | SF          | G           | 3R | A  | 3 / 17 | 47 − 14 |
| Jocs Olímpics | A  | No celebrat | No celebrat | No celebrat | 2R | No celebrat | No celebrat | No celebrat | G  | No celebrat | No celebrat | No celebrat | F  | No celebrat | No celebrat | No celebrat | 2R | NC | 1 / 4  | 10 − 3  |
| Tennis Masters Cup | A  | A           | A           | SF          | G  | F           | F           | SF          | G  | RR          | RR          | SF          | A  | A           | A           | RR          | SF | A  | 2 / 11 | 29 − 16 |
| Rànquing a final d'any | 89 | 181         | 25          | 7           | 2  | 3           | 5           | 1           | 1  | 1           | 5           | 8           | 2  | 2           | 5           | 5           | 6  | 39 |        |         |
| Llegenda: G: Guanyador; F: Finalista; SF: Semifinalista; QF: Quarts de final; Q: Qualificació; A: Absent; RR: Round Robin; |    |             |             |             |    |             |             |             |    |             |             |             |    |             |             |             |    |    |        |         |

### Dobles mixts
| Open d'Austràlia |  |  |   |  | F | G | F |  |  |  |  |    | F  |    |    | F  |   |  | 1 / |  |
| Roland Garros |  |  |   |  | G |   |   |  |  |  |  |    | F  |    |    |    |   |  | 1 / |  |
| Wimbledon |  |  |   |  |   |   | G |  |  |  |  | 3R | 2R | 2R | 2R | QF | F |  | 1 / |  |
| US Open |  |  | G |  |   | G | F |  |  |  |  | SF | SF | G  |    |    | F |  | 3 / |  |
| Llegenda: G: Guanyador; F: Finalista; SF: Semifinalista; QF: Quarts de final; Q: Qualificació; A: Absent; RR: Round Robin; |  |  |   |  |   |   |   |  |  |  |  |    |    |    |    |    |   |  |     |  |